# Bahrains Grand Prix 2020
Bahrains Grand Prix 2020, officiellt Formula 1 Gulf Air Bahrain Grand Prix 2020, var ett Formel 1-lopp som kördes den 29 november 2020 på Bahrain International Circuit i Bahrain. Loppet var det femtonde loppet ingående i Formel 1-säsongen 2020 och kördes över 57 varv.

## Kvalet

### Resultat
| KR. | Nr | Förare             | Konstruktör               | Q1       | Q2       | Q3       | Grid |
| --- | -- | ------------------ | ------------------------- | -------- | -------- | -------- | ---- |
| 1   | 44 | Lewis Hamilton     | Mercedes                  | 1:28,343 | 1:27,586 | 1:27,264 | 1    |
| 2   | 77 | Valtteri Bottas    | Mercedes                  | 1:28,767 | 1:28,063 | 1:27,553 | 2    |
| 3   | 33 | Max Verstappen     | Red Bull Racing-Honda     | 1:28,885 | 1:28,025 | 1:27,678 | 3    |
| 4   | 23 | Alexander Albon    | Red Bull Racing-Honda     | 1:28,732 | 1:28,749 | 1:28,274 | 4    |
| 5   | 11 | Sergio Pérez       | Racing Point-BWT Mercedes | 1:29,178 | 1:28,894 | 1:28,322 | 5    |
| 6   | 3  | Daniel Ricciardo   | Renault                   | 1:29,005 | 1:28,648 | 1:28,417 | 6    |
| 7   | 31 | Esteban Ocon       | Renault                   | 1:29,203 | 1:28,937 | 1:28,419 | 7    |
| 8   | 16 | Pierre Gasly       | Alpha Tauri-Honda         | 1:28,971 | 1:29,008 | 1:28,448 | 8    |
| 9   | 4  | Lando Norris       | McLaren-Renault           | 1:29,464 | 1:28,877 | 1:28,542 | 9    |
| 10  | 26 | Daniil Kvyat       | Alpha Tauri-Honda         | 1:29,158 | 1:28,944 | 1:28,618 | 10   |
| 11  | 5  | Sebastian Vettel   | Ferrari                   | 1:29,142 | 1:29,149 | 0        | 11   |
| 12  | 16 | Charles Leclerc    | Ferrari                   | 1:29,137 | 1:29,165 | 0        | 12   |
| 13  | 18 | Lance Stroll       | Racing Point-BWT Mercedes | 1:28,679 | 1:29,557 | 0        | 13   |
| 14  | 63 | George Russell     | Williams-Mercedes         | 1:29,294 | 1:31,218 | 0        | 14   |
| 15  | 55 | Carlos Sainz, Jr.  | McLaren-Renault           | 1:28,975 | DNF      | 0        | 15   |
| 16  | 99 | Antonio Giovinazzi | Alfa Romeo-Ferrari        | 1:29,491 | 0        | 0        | 16   |
| 17  | 7  | Kimi Räikkönen     | Alfa Romeo-Ferrari        | 1:29,810 | 0        | 0        | 17   |
| 18  | 20 | Kevin Magnussen    | Haas F1 Team-Ferrari      | 1:30,111 | 0        | 0        | 18   |
| 19  | 8  | Romain Grosjean    | Haas-Ferrari              | 1:30,138 | 0        | 0        | 19   |
| 20  | 6  | Nicholas Latifi    | Williams-Mercedes         | 1:30,182 | 0        | 0        | 20   |

| Vidare från första kvalrundan ▬▬ Vidare från andra kvalrundan ▬▬ |

107 %-gränsen: 1:34,527
Källor: 

## Loppet

### Grosjeans krasch
Romain Grosjean kolliderade med Daniil Kvyat på raksträckan mellan kurva tre och fyra vilket resulterade i en stor krasch när Grosjean kolliderade med barriären. Bilen delades på mitten och framvagnen trycktes in i barriären samtidigt som ett stort eldklot bildades. Loppet rödflaggades och kom igång efter 80 minuter då barriären behövde reparationer. I en intervju med Alan van der Merwe, föraren för läkarbilen, meddelades att Grosjean tog sig ut från bilen med brännskador på händerna och fötterna. Grosjean togs till Bahrain Defense Force Hospital för ytterligare undersökning.

### Den andra starten
Kort efter den andra starten kolliderade Daniil Kvyat ännu en gång, denna gången med Lance Stroll vilket resulterade i att Strolls bil vändes upp och ner. En säkerhetsbil skickades ut på banan och Stroll klarade sig oskadd.
Sergio Pérez låg på tredjeplats på det 53:e varvet men fick problem med motorn vilket resulterade i att rök började komma från diffusern. Pérez bil tog så småningom eld med anledning av felet på motorn. I samband med detta löpte en av funktionärerna ut på banan mitt framför Lando Norris för att släcka branden.
Lewis Hamilton vann loppet följt av Max Verstappen. Då Pérez tvingades bryta loppet, plockade Alexander Albon sin andra pallplats i karriären då han knep tredjeplatsen. Albon blev därmed den första asiatiska föraren att hamna på pallen mer än en gång.

### Efter loppet
Grosjean släppte en video på sin instagram några timmar efter loppet där han menar att bilens halo var anledningen till att han överlevde kraschen. Grosjean skrevs ut från Bahrain Defense Force Hospital den 2 december. Han klarade sig relativt oskadd från kraschen. 
Haas F1 Team bekräftade att Pietro Fittipaldi, en reservförare, skulle ta Grosjeans plats i följande veckas Sakhirs Grand Prix.

### Resultat
| Pos. | Nr | Förare             | Konstruktör          | Varv | Tid         | Grid | P  |
| ---- | -- | ------------------ | -------------------- | ---- | ----------- | ---- | -- |
| 1    | 44 | Lewis Hamilton     | Mercedes             | 57   | 2:59:47,515 | 1    | 25 |
| 2    | 33 | Max Verstappen     | Red Bull Racing      | 57   | +1,254s     | 3    | 19 |
| 3    | 23 | Alexander Albon    | Red Bull Racing      | 57   | +8,005s     | 4    | 15 |
| 4    | 4  | Lando Norris       | McLaren              | 57   | +11,337s    | 9    | 12 |
| 5    | 55 | Carlos Sainz, Jr.  | McLaren              | 57   | +11,787s    | 15   | 10 |
| 6    | 10 | Pierre Gasly       | Scuderia Alpha Tauri | 57   | +11,942s    | 8    | 8  |
| 7    | 3  | Daniel Ricciardo   | Renault F1           | 57   | +19,368s    | 6    | 6  |
| 8    | 77 | Valtteri Bottas    | Mercedes             | 57   | +19,680s    | 2    | 4  |
| 9    | 31 | Esteban Ocon       | Renault F1           | 57   | +22,803s    | 7    | 2  |
| 10   | 16 | Charles Leclerc    | Scuderia Ferrari     | 56   | +1 varv     | 12   | 1  |
| 11   | 26 | Daniil Kvyat       | Scuderia Alpha Tauri | 56   | +1 varv     | 10   | 0  |
| 12   | 63 | George Russell     | Williams F1          | 56   | +1 varv     | 14   | 0  |
| 13   | 5  | Sebastian Vettel   | Scuderia Ferrari     | 56   | +1 varv     | 11   | 0  |
| 14   | 6  | Nicholas Latifi    | Williams F1          | 56   | +1 varv     | 20   | 0  |
| 15   | 7  | Kimi Räikkönen     | Alfa Romeo F1        | 56   | +1 varv     | 17   | 0  |
| 16   | 99 | Antonio Giovinazzi | Alfa Romeo F1        | 56   | +1 varv     | 16   | 0  |
| 17   | 20 | Kevin Magnussen    | Haas F1 Team         | 56   | +1 varv     | 18   | 0  |
| 18   | 11 | Sergio Pérez       | Racing Point         | 53   | Motorfel    | 5    | 0  |
| RET  | 18 | Lance Stroll       | Racing Point         | 8    | Kollision   | 13   | 0  |
| RET  | 8  | Romain Grosjean    | Haas F1 Team         | 0    | Kollision   | 19   | 0  |

| Förare och stall som tog poäng ▬▬ |

1. ↑  Inkluderar en extra poäng för snabbaste varv.
2. ↑  Sergio Pérez körde mer än 90% av loppet och räknas då som att han kört färdigt loppet trots att han bröt loppet på varv 53.

Källor: